# Hypena scabra
Hypena scabra là một loài bướm đêm thuộc họ Erebidae. Nó được tìm thấy ở Canada phía nam đến Florida và Texas. It has also been reported từ Đảo Anh.
Sải cánh dài 25–35 mm. Con trưởng thành bay từ tháng 3 đến tháng 11 hoặc all quanh năm in warmer regions. Có nhiều lứa trong năm.
Ấu trùng ăn rau mọc thấp.

## Hình ảnh

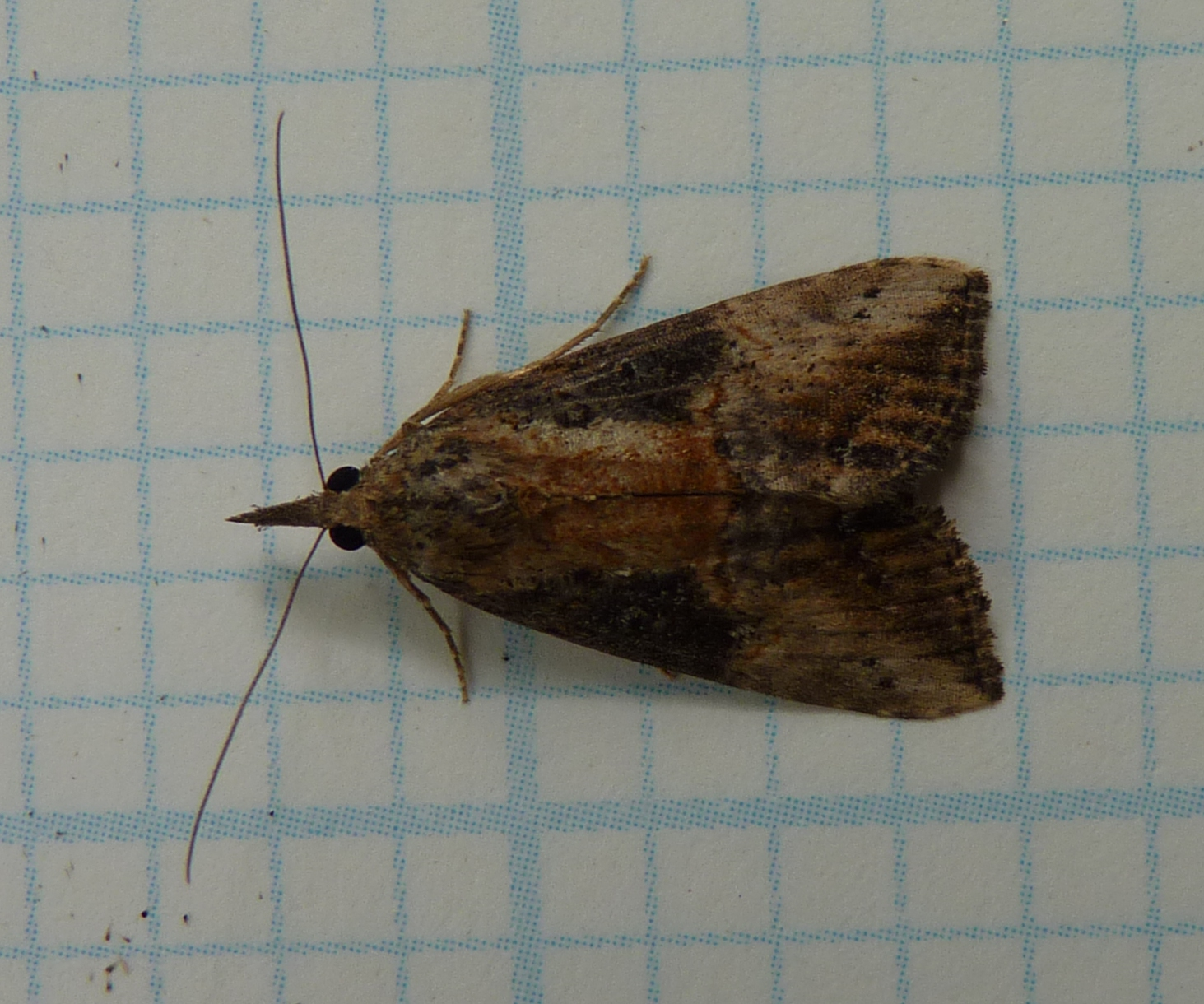
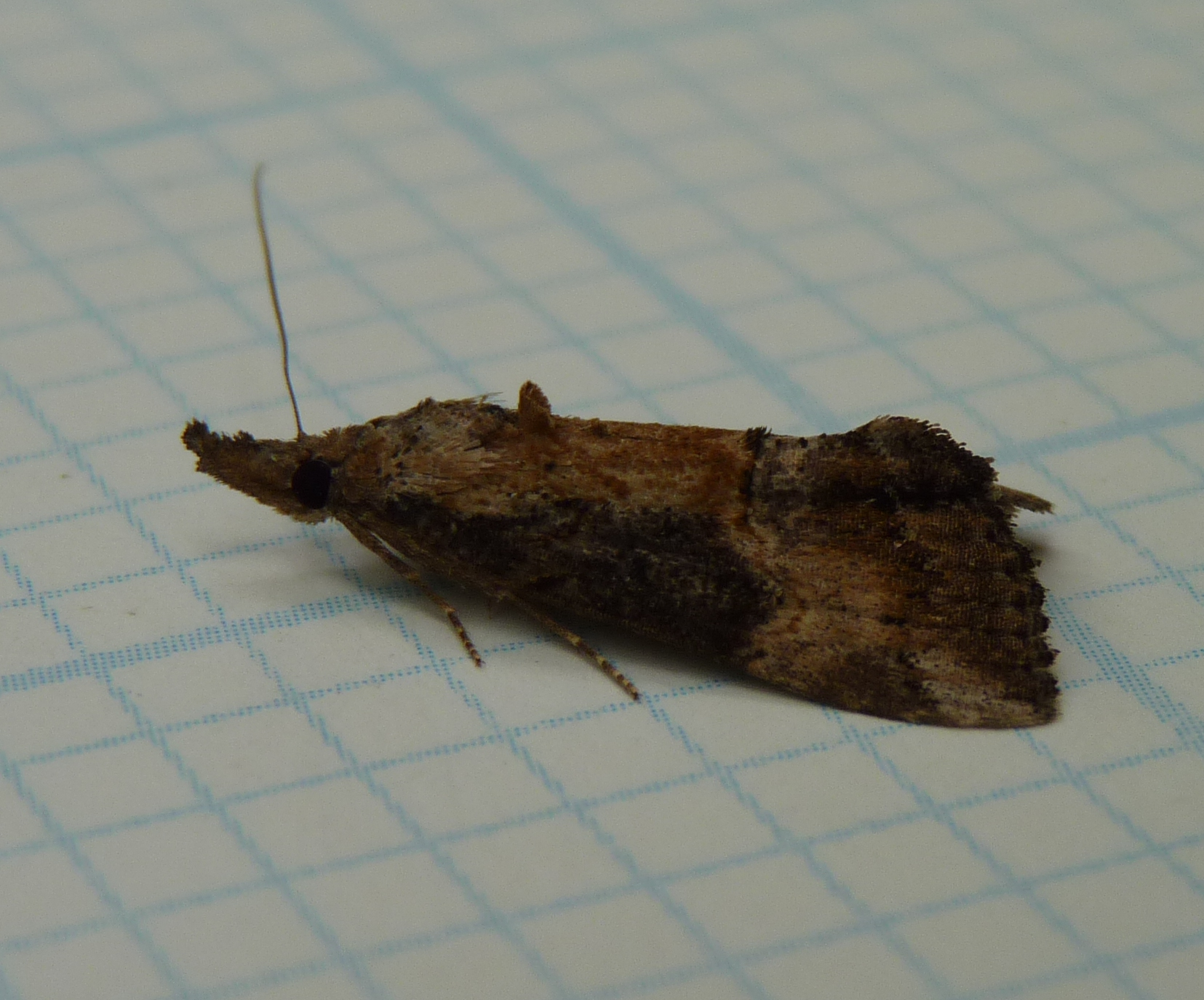